# Eguchipsammia serpentina
Espèce
Statut CITES
Eguchipsammia serpentina est une espèce de coraux appartenant à la famille des Dendrophylliidae.